# Лебединое (озеро, Рязанская область, у села Тюково)
Лебеди́ное — озеро в Клепиковском районе Рязанской области России. Входит в систему Клепиковских озёр. Площадь озера — 1,36 км².

## Физико-географическая характеристика
Озеро Лебединое находится в бассейне реки Пра, являясь наиболее западным в системе Клепиковских озёр. Из-за отвода воды в мелиоративные канавы озеро сильно заболочено со всех сторон, кроме юга. Всего таких канав 23, но непосредственно с озером соединены лишь 7. Наиболее полноводна впадающая у деревни Нефедово речка Ильище, текущая с Радовицких болот Московской области. Берега озера сложены торфяниками, дно заилено. Будучи мелководным, озеро постоянно пополняется рыбой в весеннее половодье и осенью при миграции. Со стороны деревни Лебедино глубины составляют всего 30-40 см, напротив деревни Тюково глубина увеличивается до 1-1,5 м. Максимальная глубина — 2,2 м. Зимой озеро промерзает до дна. В засушливые годы озеро сильно мелеет, а в сентябре 2018 года пересохло полностью.

## Археология
Люди селились на берегу озера Лебединое ещё в доледниковый период. В 1928 году советский археолог Отто Бадер открыл стоянку древнего человека на озере близ села Тюково. Также были найдены предметы более позднего времени: осколки керамики, металлические наконечники стрел и даже флейты из костей животных возрастом более 3000 лет.

## Флора
В озере и на его берегах отмечено произрастание таких видов, как осока водяная, осока береговая, лютик стелющийся, повойничек перечный, лужница водяная.